# Казето деле Пулчи (Болоња)
Казето деле Пулчи (итал. Casetto delle Pulci) је насеље у Италији у округу Болоња, региону Емилија-Ромања.
Према процени из 2011. у насељу је живело 21 становника. Насеље се налази на надморској висини од 39 м.